# نیکولا ژستان
نیکولا ژستان (فرانسوی: Nicolas Gestin‎؛ زادهٔ ۳۰ مارس ۲۰۰۰) قایقران کانو اهل فرانسه است.
وی در مسابقات کشوری و بین‌المللی در مجموع برندهٔ ۷ مدال طلا، ۳ مدال نقره، ۳ مدال برنز شده است.